# Nowy (Udmurtien)
Nowy (russisch Но́вый) ist eine Siedlung städtischen Typs in der Republik Udmurtien (Russland) mit 5742 Einwohnern (Stand 14. Oktober 2010).

## Geografie
Die Siedlung liegt etwa 50 km Luftlinie östlich der Republikhauptstadt Ischewsk unweit des Dammes des Wotkinsker Stausees der Kama, etwa zwei Kilometer vom rechten Ufer.
Nowy gehört zum Rajon Wotkinsk und ist von dessen Verwaltungszentrum Wotkinsk etwa 25 km in nördlicher Richtung entfernt. Am gegenüberliegenden Kamaufer, jenseits des Staudamms, liegt die Stadt Tschaikowski, die bereits zur Region Perm gehört.

## Geschichte
Die Siedlung Nowy (russisch für ‚neu‘, also ‚Neue Siedlung‘) wurde in den 1950er-Jahren im Zusammenhang mit dem Bau des Wotkinsker Staudamms gegründet. Etwa drei Kilometer südlich, näher zum Damm entstand die Siedlung Wolkowski; in beiden lebten zuerst vorwiegend Bauarbeiter, ab der Fertigstellung Anfang der 1960er-Jahre das Personal des Wasserkraftwerkes und der anderen Einrichtungen am Staudamm. Ab 1969 gehörte Nowy zum selbständig gewordenen Dorfsowjet Wolkowski.
In der Folgezeit wuchs Nowy schneller als Wolkowski und erhielt 1989 den Status einer Siedlung städtischen Typs; der Sitz der Verwaltung des nunmehr Nowowolkowski genannten Siedlungssowjets wurde nach Nowy verlegt, und Wolkowski diesem unterstellt. Im Rahmen der Verwaltungsreform wurden Wolkowski und die zwischen Wolkowski und Nowy liegende Bahnstationssiedlung Postrojetschnaja 2004/2005 nach Nowy eingemeindet, das nun als deren einzige Ortschaft die Stadtgemeinde (gorodskoje posselenije) Nowowolkowskoje bildet.

### Bevölkerungsentwicklung
| Jahr | Einwohner |
| ---- | --------- |
| 2002 | 4642      |
| 2010 | 5742      |

Anmerkung: Volkszählungsdaten

## Sehenswürdigkeiten
Südwestlich der Siedlung, am gegenüberliegenden Kamauferunterhalb einer großen Flussschleife erstreckt sich der 1997 gegründete, 20.752 Hektar große Netschka-Nationalpark (Netschkinski nazionalny park). Die Parkverwaltung befindet sich in Nowy.

## Wirtschaft und Infrastruktur
In und bei Nowy gibt es Betriebe der Baustoff- und Bauwirtschaft (Kieswerk, Werk für Stahlbetonkonstruktionen), der holzverarbeitenden Industrie sowie eine Pumpstation an einer Erdgaspipeline. Zwischen Nowy und Tschaikowski befindet sich der Staudamm des Wotkinsker Staudamms, dessen von RusHydro betriebenes Kraftwerk eine Leistung von 1020 Megawatt hat.
Nowy ist Endpunkt einer von Wotkinsk kommenden Eisenbahnstrecke (Station Postrojetschnaja, nur Güterverkehr). Durch die Siedlung führt die Regionalstraße von Wotkinsk über Tschaikowski in Richtung Tschernuschka.

## Söhne und Töchter des Ortes
- Alexander Porsew (* 1986), Radsportler